# 51-ша гвардійська мотострілецька дивізія (СРСР, І формування)
51-ша гвардійська мотострілецька Вітебська ордена Леніна Червонопрапорна дивізія імені К. Є. Ворошилова (51 МСД, в/ч 24502) (рос. 51-я гвардейская мотострелковая Витебская ордена Ленина Краснознамённая дивизия имени К.Е. Ворошилова) — військове з'єднання мотострілецьких військ Радянської армії, яке існувало у 1957—1959 роках. Дивізія створена 25 червня 1957 року на основі 51-ї гвардійської стрілецької дивізії у місті Вентспілс, Латвійська РСР. У 10 січня 1959 року вона була розформована.

## Історія
Створена 25 червня 1957 року на основі 51-ї гвардійської стрілецької дивізії у місті Вентспілс, Латвійська РСР.
Розформована 10 січня 1959 року.

## Структура
За даними Майкла Холма:

### 1957—1959
- 154-й гвардійський мотострілецький полк (Вентспілс, Латвійська РСР)
- 156-й гвардійський мотострілецький полк (Вентспілс, Латвійська РСР)
- 158-й гвардійський мотострілецький полк (Вентспілс, Латвійська РСР)
- 246-й гвардійський танковий полк (Вентспілс, Латвійська РСР)
- 000 гвардійський артилерійський полк (Вентспілс, Латвійська РСР)
- 000 зенітний артилерійський дивізіон (Вентспілс, Латвійська РСР)
- 000 окремий розвідувальний батальйон (Вентспілс, Латвійська РСР)
- 00 окремий гвардійський саперний батальйон (Вентспілс, Латвійська РСР)
- 00 окремий гвардійський батальйон з'вязку (Вовковиськ, Вентспілс, Латвійська РСР)
- 000 окрема рота хімічноо захисту (Вентспілс, Латвійська РСР)
- 00 окремий санітарно-медичний батальйон (Вентспілс, Латвійська РСР)
- 000 окремий моторизований транспортний батальйон (Вентспілс, Латвійська РСР)